# لويس خوسيه هرنانديز
لويس خوسيه هرنانديز (بالإسبانية: Luis Hernández)‏ هو لاعب كرة قدم كوستاريكي، ولد في 7 فبراير 1998 في سانتا باربرا في كوستاريكا. لعب مع ديبورتيفو سابريسا.

## وصلات خارجية
- لويس خوسيه هرنانديز على موقع الاتحاد الدولي (مؤرشف)  (الإنجليزية)
- لويس خوسيه هرنانديز على موقع قاعدة بيانات كرة القدم.إي يو (الإنجليزية)
- لويس خوسيه هرنانديز على موقع Soccerway.com (الإنجليزية)